# Remo nos Jogos Olímpicos de Verão de 1900
O remo estreou como modalidade olímpica nos Jogos Olímpicos de Verão de 1900 realizados em Paris, França. Cinco eventos foram disputados entre os dias 25 e 26 de agosto de 1900.

## Skiff simples
| Pos. | País               | Atletas           |
| ---- | ------------------ | ----------------- |
|      | França (FRA)       | Hermann Barrelet  |
|      | França (FRA)       | André Gaudin      |
|      | Grã-Bretanha (GBR) | George Saint Ashe |

A prova realizou-se em 25 e 26 de agosto de 1900 com doze remadores de quatro países. O evento consistiu de quatro preliminares, duas semi-finais e final.

### Primeira fase
Preliminar 1
| Pos. | Remador           | País         | Tempo  |
| ---- | ----------------- | ------------ | ------ |
| 1    | George Saint Ashe | Grã-Bretanha | 6:38.8 |
| 2    | Raymond Benoit    | França       | 6:45.4 |
| 3    | E. Dammann        | França       | 7:13.0 |

Preliminar 2
| Pos. | Remador          | País   | Tempo  |
| ---- | ---------------- | ------ | ------ |
| 1    | Hermann Barrelet | França | 6:38.8 |
| 2    | André Gaudin     | França | 6:43.0 |
| 3    | Lardon           | França | 6:46.4 |

Preliminar 3
| Pos. | Remador         | País   | Tempo         |
| ---- | --------------- | ------ | ------------- |
| 1    | Louis Prével    | França | 6:29.6        |
| 2    | Robert d'Heilly | França | 6:38.8        |
| —    | Piaggio         | Itália | não completou |

Preliminar 4
| Pos. | Remador           | País    | Tempo         |
| ---- | ----------------- | ------- | ------------- |
| 1    | Georges Delaporte | França  | 6:33.8        |
| 2    | Pierre Ferlin     | França  | 6:46.8        |
| —    | Antonia Vela Vivó | Espanha | não completou |

### Semifinais
Originalmente, os dois melhores remadores de cada semifinal avançariam para a final, totalizando quatro. Mas por razões desconhecidas Ashe protestou o seu resultado na semifinal e também foi incluído entre os finalistas.
Semifinal 1
| Pos. | Remador           | País         | Tempo        |
| ---- | ----------------- | ------------ | ------------ |
| 1    | Hermann Barrelet  | França       | 8:23.0       |
| 2    | André Gaudin      | França       | 8:33.4       |
| 3    | George Saint Ashe | Grã-Bretanha | 8:37.2       |
| 4    | Raymond Benoit    | França       | desconhecido |

Semifinal 2
| Pos. | Remador           | País   | Tempo        |
| ---- | ----------------- | ------ | ------------ |
| 1    | Louis Prével      | França | 8:36.4       |
| 2    | Robert d'Heilly   | França | 8:45.0       |
| 3    | Georges Delaporte | França | 9:25.2       |
| 4    | Pierre Ferlin     | França | desconhecido |

### Final
| Pos. | Remador           | País         | Tempo         |
| ---- | ----------------- | ------------ | ------------- |
| 1    | Hermann Barrelet  | França       | 7:35.6        |
| 2    | André Gaudin      | França       | 7:41.6        |
| 3    | George Saint Ashe | Grã-Bretanha | 8:15.6        |
| 4    | Georges d'Heilly  | França       | 8:16.0        |
| —    | Louis Prével      | França       | não completou |

## Dois com
| Pos. | País                | Atletas                                                     |
| ---- | ------------------- | ----------------------------------------------------------- |
|      | Países Baixos (NED) | François Brandt Roelof Klein Hermanus Brockmann (timoneiro) |
|      | França (FRA)        | Lucien Martine Waleff                                       |
|      | França (FRA)        | Carlos Deltour Antoine Védrenne Raoul Paoli (timoneiro)     |

A prova realizou-se em 25 e 26 de agosto de 1900 com sete barcos, totalizando 23 remadroes de três países.

### Semifinais
Semifinal 1
| Pos. | Remadores                                                   | País          | Tempo         |
| ---- | ----------------------------------------------------------- | ------------- | ------------- |
| 1    | Lucien Martinet Waleff timoneiro desconhecido               | França        | 6:47.4        |
| 2    | François Brandt Roelof Klein Hermanus Brockmann (timoneiro) | Países Baixos | 6:56.0        |
| —    | L. Roche G. Love timoneiro desconhecido                     | França        | não completou |

Semifinal 2
| Pos. | Remadores                                                   | País    | Tempo  |
| ---- | ----------------------------------------------------------- | ------- | ------ |
| 1    | Carlos Deltour Antoine Védrenne Raoul Paoli (timoneiro)     | França  | 6:33.4 |
| 2    | Pierre Ferlin Mathieu timoneiro desconhecido                | França  | 7:00.0 |
| 3    | Prospère Bruggeman Maurice Hemelsoet timoneiro desconhecido | Bélgica | 7:00.4 |
| 4    | Delabarre Galee timoneiro desconhecido                      | França  | 7:04.0 |

### Final
| Pos. | Remadores                                               | País          | Tempo  |
| ---- | ------------------------------------------------------- | ------------- | ------ |
| 1    | François Brandt Roelof Klein timoneiro desconhecido     | Países Baixos | 7:34.2 |
| 2    | Lucien Martinet Waleff timoneiro desconhecido           | França        | 7:34.4 |
| 3    | Carlos Deltour Antoine Védrenne Raoul Paoli (timoneiro) | França        | 7:57.2 |
| 4    | Pierre Ferlin Mathieu timoneiro desconhecido            | França        | 8:01.0 |

## Quatro com
Final A
| Ouro                                                                                        | Prata                                                                    | Bronze                                                                                           |
| França (FRA) Henri Bouckaert Jean Cau Emile Delchambre Henri Hazebroucq Charlot (timoneiro) | França (FRA) Georges Lumpp Charles Perrin Daniel Soubeyran Emile Wegelin | Alemanha (GER) Wilhelm Carstens Julius Körner Adolf Möller Hugo Rüster Max Ammermann (timoneiro) |

Final B
| Ouro | Prata | Bronze                                                                                                 |
| Alemanha (GER) (1900) Gustav Goßler Oskar Goßler Walter Katzenstein Waldemar Tietgens Carl Heinrich Goßler (timoneiro) | Países Baixos (NED) (1900) Coenraad Hiebendaal Gerhard Lotsy Paulus Lotsy Johannes Terwogt Hermanus Brockmann (timoneiro) | Alemanha (GER) (1900) Ernst Felle Otto Fickeisen Carl Lehle Hermann Wilker Franz Kröwerath (timoneiro) |

A prova de quatro com foi marcada por uma grande controvérsia envolvendo os barcos que avançariam a final. Em uma das decisões mais intrigantes da história olímpica, foi-se disputado duas finais diferentes sendo cada uma considerada um campeonato olímpico de acordo com o Comitê Olímpico Internacional. O evento realizou-se nos dias 25 e 26 de agosto com 10 barcos, totalizando 50 remadores de quatro países.

### Semifinais
Inicialmente, os vencedores das semi-finais mais o segundo melhor barco da terceira semi-final avançariam a final. Porém após protestos do barcos segundo colocado na semi-final 2 e do terceiro barco da semi-final 3, a classificação a final foi alterada. Os quatro barcos originalmente classificados mais os dois que exigiam participar da final foram divididos em dois grupos competindo em finais separadas. Os segundo colocados nas semi-finais 2 e 3 mais o terceiro colocado na semi-final 3 competiram na primeira final, enquanto que os vencedores das três semi-finais disputaram a a segunda final.
Semifinal 1
| Pos. | Remadores                                                                                                | País     | Tempo  |
| ---- | --- | -------- | ------ |
| 1    | Ernst Felle Otto Fickeisen Carl Lehle Hermann Wilker Franz Kröwerath (timoneiro)                         | Alemanha | 6:14.0 |
| 2    | Juan Camps Mas José Fórmica Corsi Ricardo Margarit Calvet Orestes Quintana Antonio Vela Vivó (timoneiro) | Espanha  | 6:38.4 |
| 3    | Beslaud Deslinières Peyronnie Saurel timoneiro desconhecido                                              | França   | 6:40.0 |

Semifinal 2
| Pos. | Remadores                                                                                      | País          | Tempo           |
| ---- | ---------------------------------------------------------------------------------------------- | ------------- | --------------- |
| 1    | Coenraad Hiebendaal Gerhard Lotsy Paulus Lotsy Johannes Terwogt Hermanus Brockmann (timoneiro) | Países Baixos | 6:02.0          |
| 2    | Georges Lumpp Charles Perrin Daniel Soubeyran Emile Wegelin timoneiro desconhecido             | França        | 6:06.2          |
| —    | Cocuet Demaré Dorlia Waleff timoneiro desconhecido                                             | França        | não completaram |

Semifinal 3
| Pos. | Remadores                                                                                        | País     | Tempo  |
| ---- | ------------------------------------------------------------------------------------------------ | -------- | ------ |
| 1    | Gustav Goßler Oskar Goßler Walter Katzenstein Waldemar Tietgens Carl Heinrich Goßler (timoneiro) | Alemanha | 5:56.2 |
| 2    | Henri Bouckaert Jean Cau Emile Delchambre Henri Hazebroucq Charlot (timoneiro)                   | França   | 5:59.0 |
| 3    | Wilhelm Carstens Julius Körner Adolf Möller Hugo Rüster Max Ammermann (timoneiro)                | Alemanha | 6:03.0 |
| 4    | Angot Delabarre Gelée Maison timoneiro desconhecido                                              | França   | 6:20.0 |

### Finais
Final A
| Pos. | Remadores                                                                          | País     | Tempo  |
| ---- | ---------------------------------------------------------------------------------- | -------- | ------ |
| 1    | Henri Bouckaert Jean Cau Emile Delchambre Henri Hazebroucq Charlot (timoneiro)     | França   | 7:11.0 |
| 2    | Georges Lumpp Charles Perrin Daniel Soubeyran Emile Wegelin timoneiro desconhecido | França   | 7:18.0 |
| 3    | Wilhelm Carstens Julius Körner Adolf Möller Hugo Rüster Max Ammermann (timoneiro)  | Alemanha | 7:18.2 |

Final B
| Pos. | Remadores                                                                                        | País          | Tempo  |
| ---- | ------------------------------------------------------------------------------------------------ | ------------- | ------ |
| 1    | Gustav Goßler Oskar Goßler Walter Katzenstein Waldemar Tietgens Carl Heinrich Goßler (timoneiro) | Alemanha      | 5:59.0 |
| 2    | Coenraad Hiebendaal Gerhard Lotsy Paulus Lotsy Johannes Terwogt Hermanus Brockmann (timoneiro)   | Países Baixos | 6:03.0 |
| 3    | Ernst Felle Otto Fickeisen Carl Lehle Hermann Wilker Franz Kröwerath (timoneiro)                 | Alemanha      | 6:05.0 |

## Oito com
| Ouro | Prata | Bronze |
| Estados Unidos (USA) William Carr Harry DeBaecke John Exley John Geiger Edwin Hedley James Juvenal Roscoe Lockwood Edward Marsh Louis Abell (timoneiro) | Bélgica (BEL) Jules de Bisschop Prospère Bruggeman Oscar Charles de Somville Oscar de Cock Maurice Hemelsoet Marcel Lucien van Crombrugghe Frank Odberg Maurice Verdonck Alfred van Landeghem (timoneiro) | Países Baixos (NED) François Brandt Johannes van Dijk Roelof Klein Ruurd Leegstra Walter Middelberg Hendrik Offerhaus Walter Thijssen Henricus Tromp Hermanus Brockmann (timoneiro) |

O evento realizou-se nos dias 25 e 26 de agosto de 1900 com cinco barcos, totalizando 46 remadores de cinco países.

### Semifinais
Os dois melhores barcos das duas semi-finais avançariam a final. Como na semi-final 2 apenas um barco completou a prova, o terceiro barco da semi-final 1 avançou a final.
Semifinal 1
| Pos. | Remadores | País          | Tempo  |
| ---- | --- | ------------- | ------ |
| 1    | François Brandt Johannes van Dijk Roelof Klein Ruurd Leegstra Walter Middelberg Hendrik Offerhaus Walter Thijssen Henricus Tromp Hermanus Brockmann (timoneiro)                             | Países Baixos | 4:59.2 |
| 2    | Jules de Bisschop Prospère Bruggeman Oscar Charles de Somville Oscar de Cock Maurice Hemelsoet Marcel Lucien van Crombrugghe Frank Odberg Maurice Verdonck Alfred van Landeghem (timoneiro) | Bélgica       | 5:00.2 |
| 3    | Gustav Goßler Oskar Goßler Ernst Jencquel Edgar Katzenstein Walter Katzenstein Theodor Laurezzari Waldemar Tietgens Arthur Warncke Alexander Gleichmann (timoneiro)                         | Alemanha      | 5:04.8 |

Semifinal 2
| Pos. | Remadores | País           | Tempo           |
| ---- | --- | -------------- | --------------- |
| 1    | William Carr Harry DeBaecke John Exley John Geiger Edwin Hedley James Juvenal Roscoe Lockwood Edward Marsh Louis Abell (timoneiro) | Estados Unidos | 5:15.4          |
| —    | Carton Chantriaux Cocuet Demaré Dorlia Guilbert Lucien Martinet Waleff timoneiro desconhecido                                      | França         | não completaram |

### Final
| Pos. | Remadores | País           | Tempo  |
| ---- | --- | -------------- | ------ |
| 1    | William Carr Harry DeBaecke John Exley John Geiger Edwin Hedley James Juvenal Roscoe Lockwood Edward Marsh Louis Abell (timoneiro)                                                          | Estados Unidos | 6:07.8 |
| 2    | Jules de Bisschop Prospère Bruggeman Oscar Charles de Somville Oscar de Cock Maurice Hemelsoet Marcel Lucien van Crombrugghe Frank Odberg Maurice Verdonck Alfred van Landeghem (timoneiro) | Bélgica        | 6:13.8 |
| 3    | François Brandt Johannes van Dijk Roelof Klein Ruurd Leegstra Walter Middelberg Hendrik Offerhaus Walter Thijssen Henricus Tromp Hermanus Brockmann (timoneiro)                             | Países Baixos  | 6:23.0 |
| 4    | Gustav Goßler Oskar Goßler Ernst Jencquel Edgar Katzenstein Walter Katzenstein Theodor Laurezzari Waldemar Tietgens Arthur Warncke timoneiro desconhecido                                   | Alemanha       | 6:33.0 |

## Quadro de medalhas do remo
| Ordem | País               | Medalha de ouro | Medalha de prata | Medalha de bronze | Total |
| ----- | ------------------ | --------------- | ---------------- | ----------------- | ----- |
| 1     | FRA França         | 2               | 3                | 1                 | 6     |
| 2     | GER Alemanha       | 1               | 0                | 2                 | 3     |
| 3     | USA Estados Unidos | 1               | 0                | 0                 | 1     |
| 3     | ZZX Equipa mista   | 1               | 0                | 0                 | 1     |
| 5     | NED Países Baixos  | 0               | 1                | 1                 | 2     |
| 6     | BEL Bélgica        | 0               | 1                | 0                 | 1     |
| 7     | GBR Grã-Bretanha   | 0               | 0                | 1                 | 1     |